# Stanislav Mitin
Stanislav Mitin (russisk: Станисла́в Миха́йлович Ми́тин) (født 5. august 1950 i Tasjkent i Sovjetunionen, død 11. april 2023) var en russisk filminstruktør og manuskriptforfatter.

## Filmografi
- Dvojnaja familija (Двойная фамилия, 2006)[1][2]
- Ljubka (Любка, 2009)